# Paussinae
Sous-famille
Les Paussinae sont une importante sous-famille de coléoptères de la famille des Carabidae. La plupart de Paussinae sont myrmécophiles, et prédateurs des larves de fourmis et de fourmis ouvrières.

## Description de la sous-famille

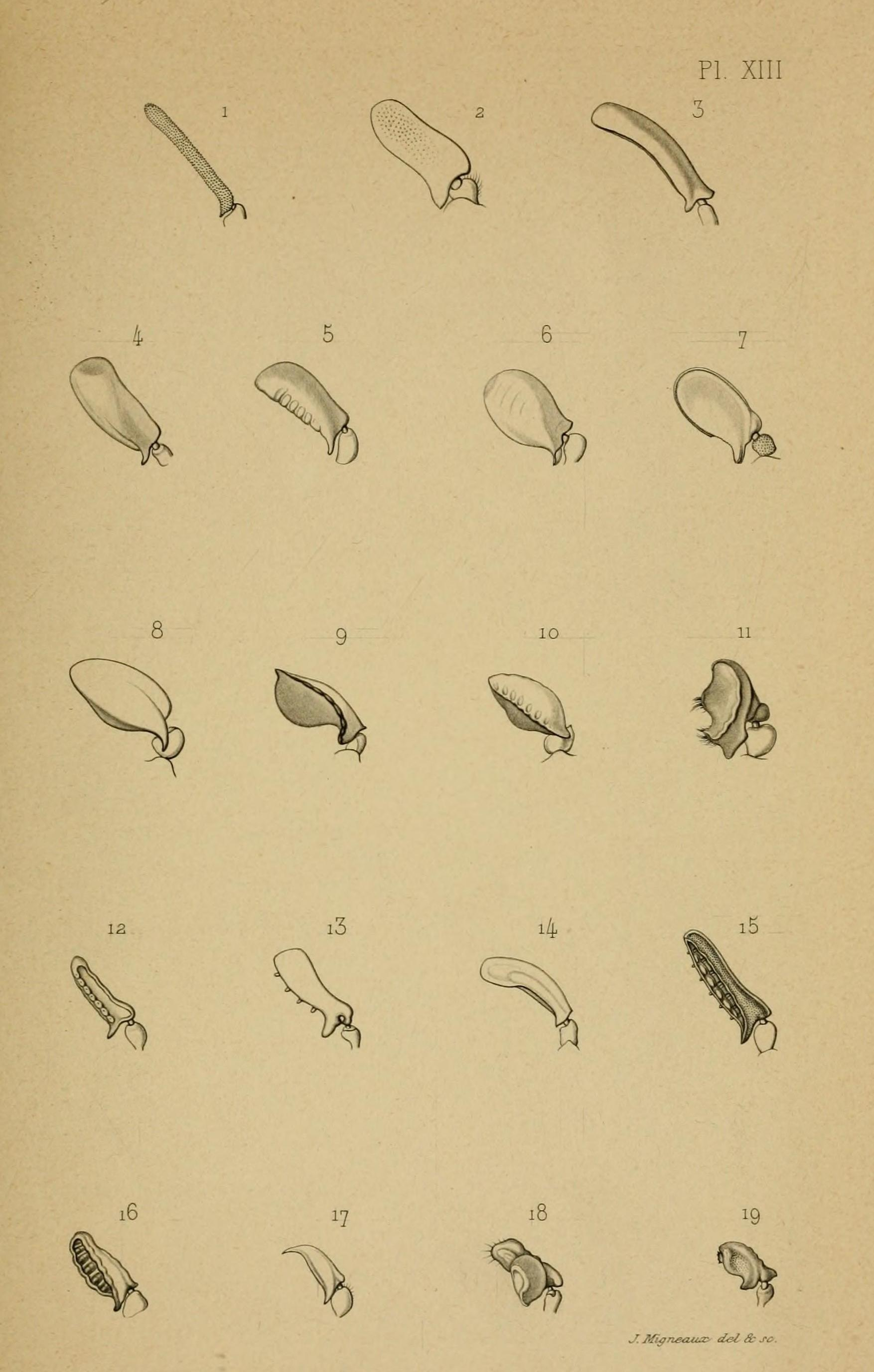
Variétés des formes des antennes chez les Paussinae du genre Paussus

Les Paussinae sont caractérisés par une taille moyenne (6 à 20 millimètres), par des poils glandulaires produisant des sécrétions attirant les fourmis, et par les structures d'antenne curieusement apomorphes de beaucoup d'espèces. Leurs glandes pygidiales peuvent produire des sécrétions explosives, faisant d'eux des coléoptères bombardiers.

Mais les Paussinae ne sont pas particulièrement proches des coléoptères bombardiers typiques (Brachininae) ; proches des Harpalinae avancés, tandis que les Paussinae sont une lignée distincte et ancienne de Carabidés.

## Systématique

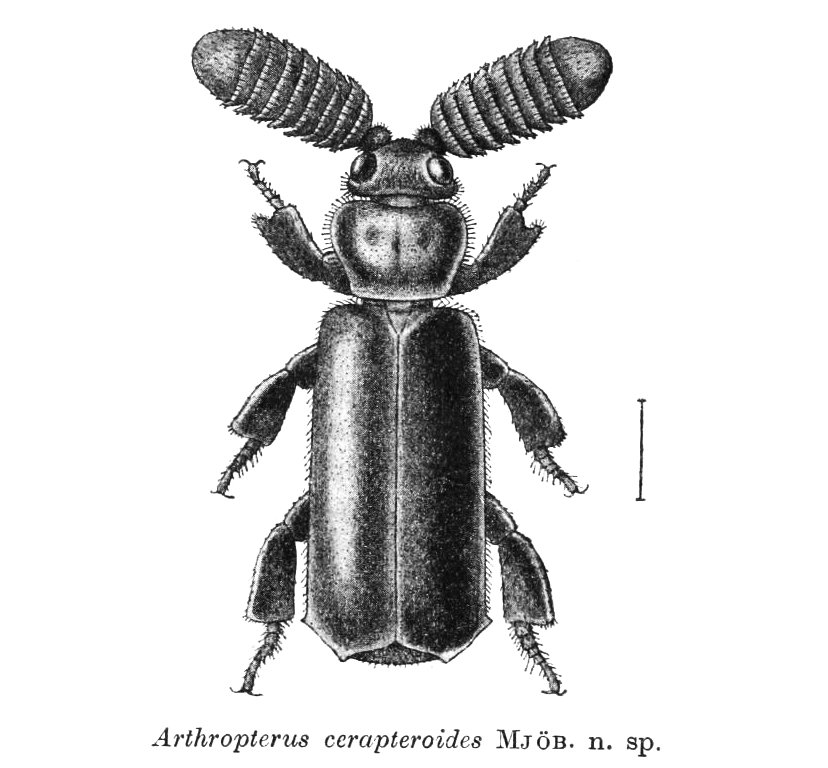
Arthropterus cerapteroides (Paussini : Cerapterina)

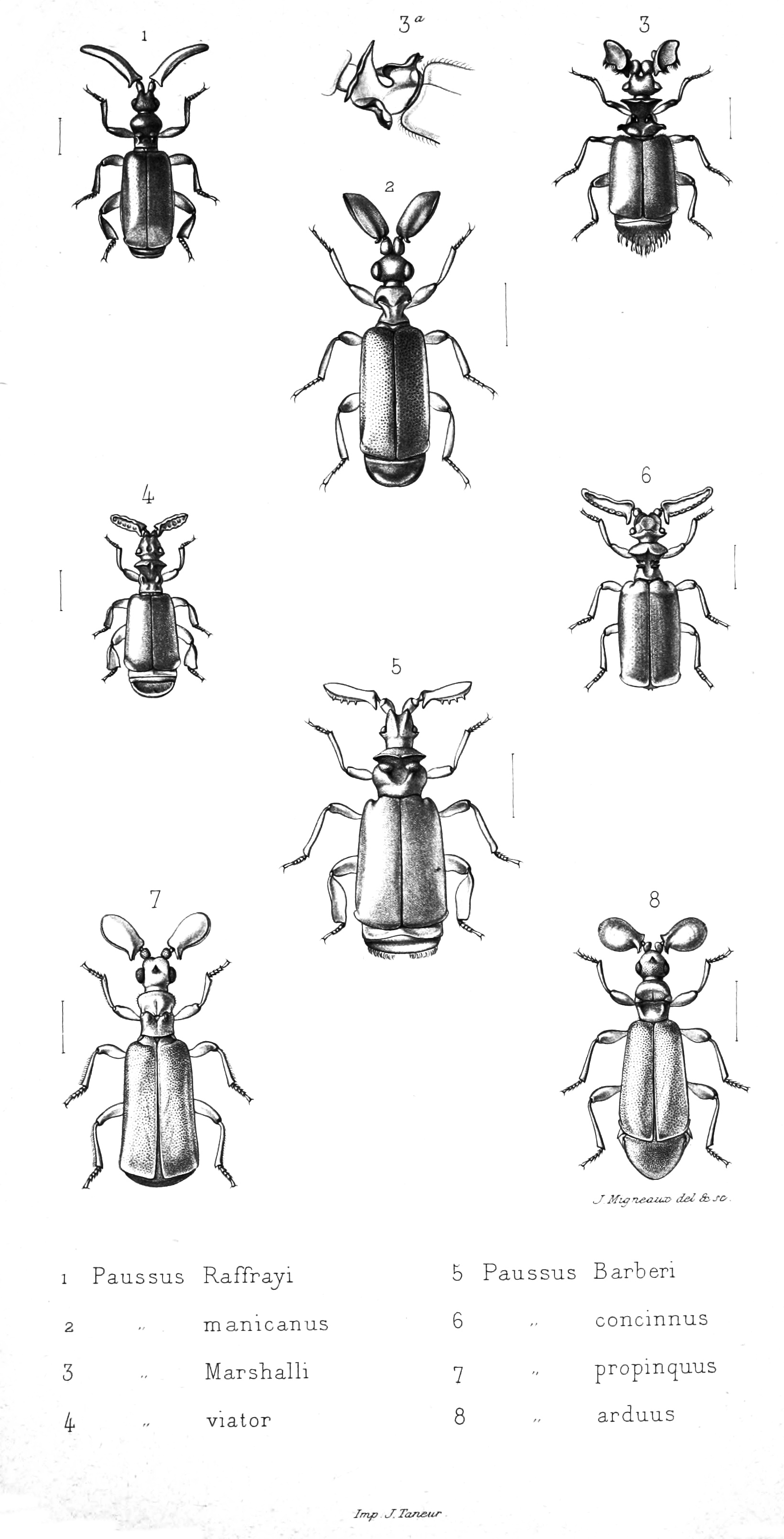
Espèces de la sous-tribu Paussina, Afrique du Sud

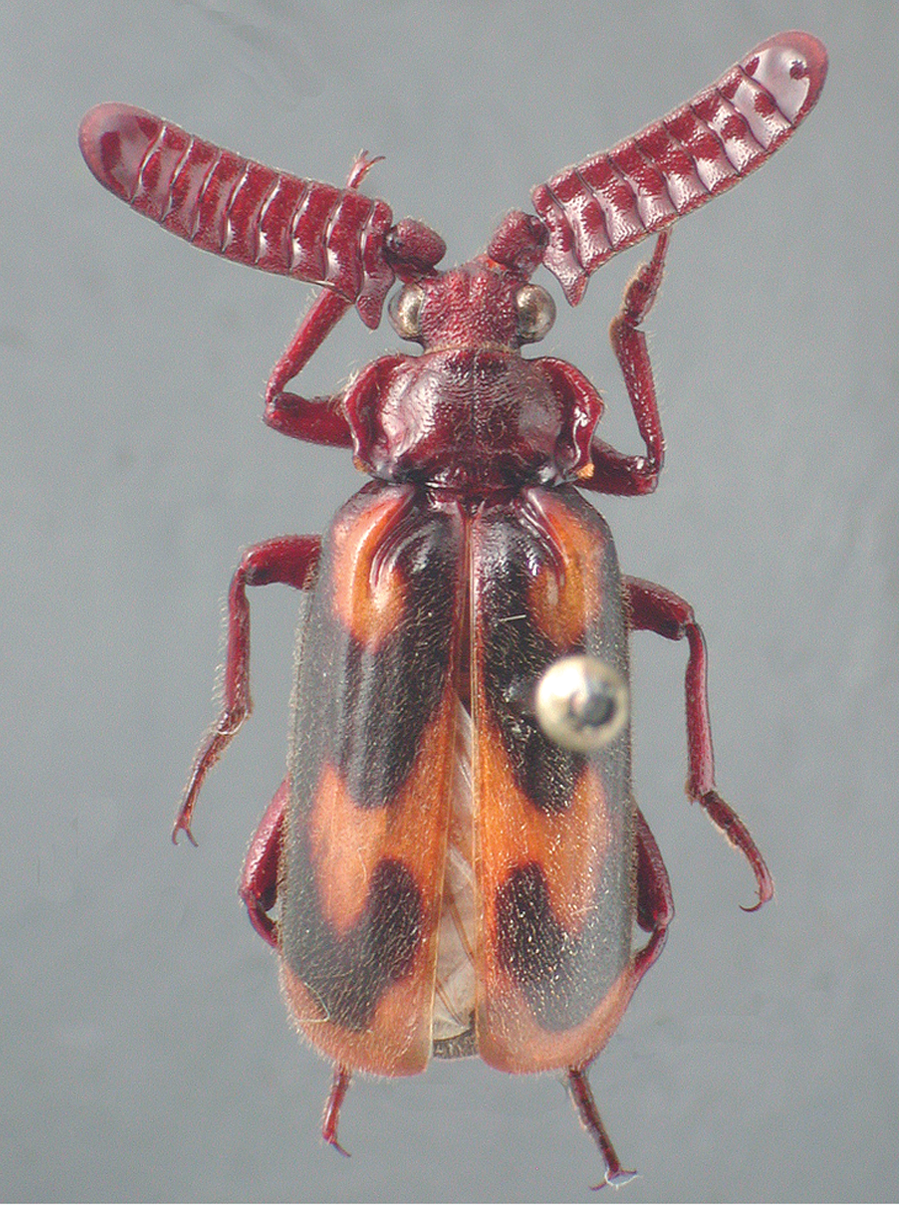
Heteropaussus hastatus (Paussini : Pentaplatarthrina)

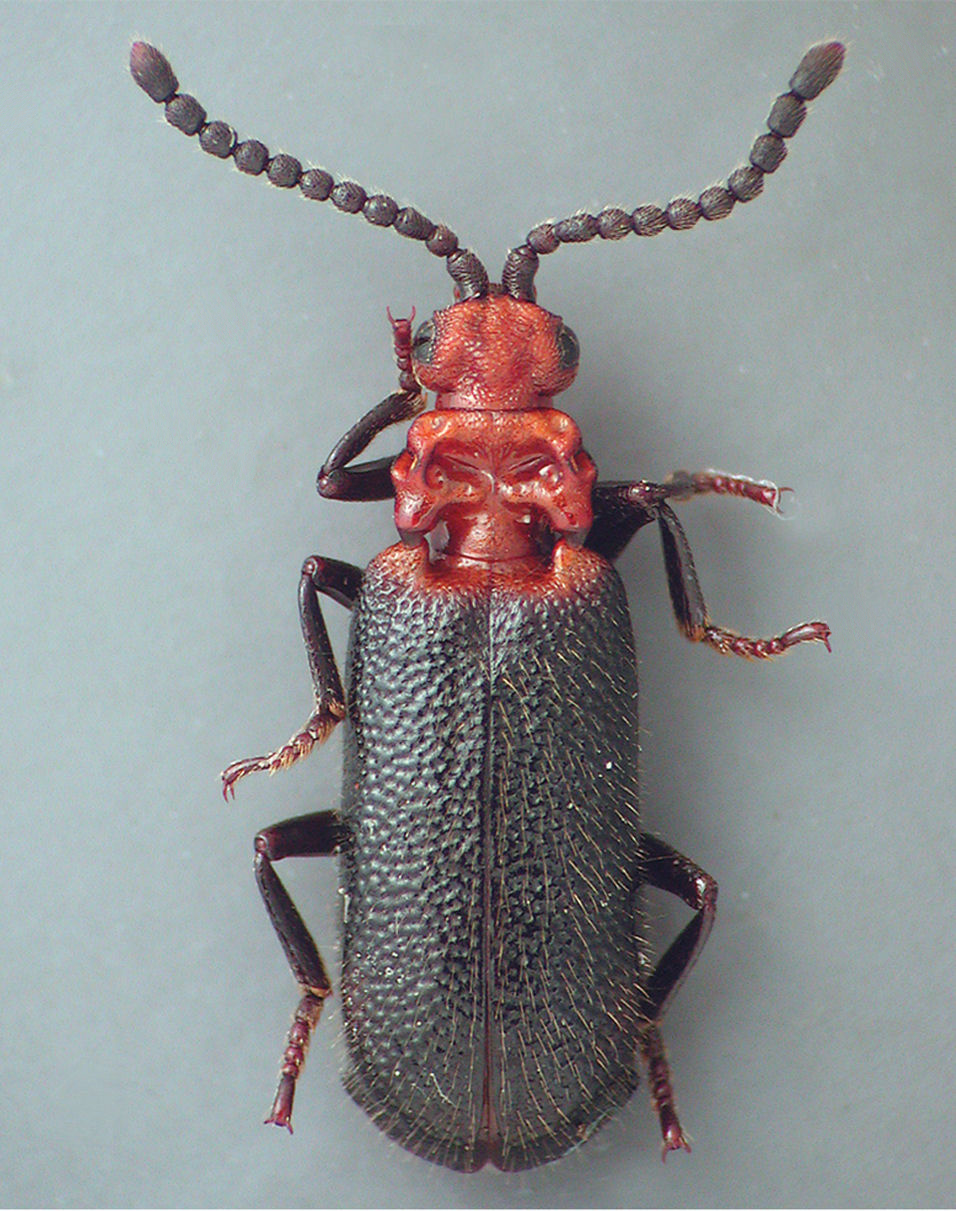
Protopaussus sp.

Arbre récapitulatif
```
 └─o Carabidae
   └─o Paussinae
     ├─o Metriini
     └─o
       ├─o Protopaussini
       └─o
         ├─o Ozaenini
         └─o Paussini
```

### Metriini
- Metrius Eschscholtz, 1829
- Sinometrius Wrase & Schmidt, 2006

### Ozaenini
Clades de base ou incertae sedis
- Afrozaena Jeannel, 1946
- Anentmetus Andrewes, 1924
- Entomoantyx Ball & McCleve, 1990
- Itamus Schmidt-Goebel, 1846
- Microzaena Fairmaire, 1901
- Ozaeniella Basilewsky, 1976
- Sphaerostylus Chaudoir, 1848

Sous-tribu des Eustrina
- Dhanya Andrewes, 1919
- Eustra Schmidt-Goebel, 1846

Sous-tribu des Mystropomina Horn, 1881
- Mystropomus Chaudoir, 1848

Sous-tribu des Ozaenina Hope, 1838
- Ozaena Olivier, 1812
- Platycerozaena Banninger, 1927
- Pachyteles Perty, 1830

Sous-tribu des Pachytelina
- Crepidozaena Deuve, 2001
- Filicerozaena Deuve, 2001
- Gibbozaena Deuve, 2001
- Goniotropis Gray, 1832
- Inflatozaena Deuve, 2001
- Mimozaena Deuve, 2001
- Ozaenaphaenops Deuve, 1986
- Serratozaena Deuve, 2001
- Tachypeles Deuve, 2001
- Tropopsis Solier, 1849

Sous-tribu des Pseudozaenina
- Pseudozaena Laporte de Castelnau, 1834

Sous-tribu des Physeina Jeannel, 1946
- Physea Brulle, 1834
- Physeomorpha Ogueta, 1963

### Protopaussini
- Protopaussus Gestro, 1892

### Source
- (en) Cet article est partiellement ou en totalité issu de l’article de Wikipédia en anglais intitulé « Ant nest beetle » (voir la liste des auteurs).